# Duki
Duki (conosciuto anche come Duko o Wanakin), pseudonimo di Mauro Ezequiel Lombardo Quiroga (Buenos Aires, 24 giugno 1996), è un rapper argentino.

## Biografia
Mauro Ezequiel Lombardo è nato il 24 giugno 1996 nel barrio di Almagro, a Buenos Aires (Argentina), penultimo dei tre figli di Sandra Quiroga Pérez, un avvocato di origini irlandesi, e Guillermo Lombardo Ninaquispe, un grafico di famiglia italiana.
Duki iniziò ad interessarsi all'hip hop e alla latin trap all'età di sette anni. Si appassiona all'hip hop americano, che costituirà una grande influenza per la sua musica. Il freestyle ha attirato la sua attenzione dopo aver visto una battaglia rap tra Arkano e Skone. Nel 2011 uno dei suoi amici gli ha dato il soprannome di Duki, oltre ad averlo introdotto al mondo delle battaglie freestyle.
Nel 2013 Duki ha partecipato alla sua prima battaglia freestyle, insieme a Salva, contro Monto e Ambro, la Madero Free, dove ha avuto la meglio. Duki ha successivamente partecipato ad un concorso chiamato Unión de Zonas, dove ha affrontato, insieme a Felpa, Dani ed Elai. Sempre lì, ha nuovamente affrontato Dani. Ha poi partecipato ad altri concorsi come Las Vegas Freestyle e Refugio affrontando colleghi come Wolf e Tink, tra gli altri.

### 2016-2020:Súper sangren jovene24
Il successo è iniziato dopo la sua partecipazione a El Quinto Escalón, una delle più famose competizioni di freestyle a Buenos Aires, che ha vinto il 6 giugno 2016. Il premio in palio era una sessione di registrazione per la produzione di un singolo, che nel caso di Duki si è concretizzato nella pubblicazione di No vendo trap nel novembre 2016, il quale ha superato il milione di visualizzazioni nel giro di una settimana. Duki e Warrobit, il manager del mastering di No vendo trap, avevano chiesto in precedenza a Pa$ha il ritmo, un produttore francese che garantiva loro i diritti per lo strumentale gratuito ma che, visto che la canzone aveva raggiunto numeri esorbitanti in così poco, con il tempo, decise di denunciarli su YouTube e la piattaforma scaricò il video. Mentre i membri di El Castillo appellavano il reclamo di Pa$ha, Duki iniziò a registrare il brano successivo con Klave, Txdx Violeta che non ha avuto i risultati del primo.
Dalla partenza musicale di Duki insieme ad alcuni personaggi del movimento freestyle, questi hanno iniziato a delineare la loro carriera di artisti, lasciando da parte le battaglie rap. In B.U.H.O. Midel e Khea sono esploso; in Mojaa Duki spianò la strada a Bhavi; Alejo, lo storico presentatore di El Quinto Escalón, lasciò La Cofradía per formare Modo Diablo con il nuovissimo nome di YSY A; Ecko e Lucho SSJ (che il pubblico di El Quinto aveva soprannominato "el guachín") hanno iniziato a fare la loro parte e alcuni concorrenti storici come Sony e Dtoke hanno visto il genere come terreno fertile da interferire, anche se senza molto successo.
Ha continuato a partecipare ad alcune battaglie freestyle fino al 2017, anno in cui ha deciso di concentrarsi sulla propria carriera musicale, anche per via del successo ottenuto dal singolo She Don't Give a FO. L'ascesa commerciale viene confermata con il successivo singolo Loca. Tra il 2017 ed il 2018 Duki ha cementato la propria popolarità in patria pubblicando molte altre canzoni, come Hello Cotto e e Rockstar. Ha anche pubblicato il brano reggaeton Sin culpa, insieme al cantante cileno DrefQuila.
Nell'aprile 2017, Duki e Paulo Londra, insieme a Sync e Wolf, hanno pubblicato un singolo, Astral.
Nel febbraio 2018, ha deciso di continuare la sua carriera musicale in modo indipendente. Nel 2018 ha tenuto una tournée in Spagna ed ga fatto parte della giuria per la finale internazionale della Red Bull Battle International de los Gallos. È inoltre apparso sulla copertina del segmento argentino della rivista Rolling Stone.
Ha partecipato a diverse collaborazioni, mettendo in evidenza il remix di Loca con Bad Bunny e Sigo Fresh con Fuego. A febbraio, ha pubblicato la sua canzone Trap 'n Export, insieme a Ysy A e Neo Pistea, membri del trio #ModoDiablo.
Il 23 febbraio 2019, Duki ha preso parte e guidato il primo festival della trap argentina, affiancato da Bad Bunny, Khea, Cazzu, Ecko e Kidd Keo. Il 1º novembre seguente viene reso disponibile il suo primo album in studio intitolato Súper sangre joven, che consiste in un gioco di parole sull'acronimo spagnolo di Super Saiyan della serie animata Dragon Ball Z. Il disco vede la partecipazione di numerosi artisti argentini, come Khea e YSY A, e internazionali, tra cui l'italiano Sfera Ebbasta, lo spagnolo C. Tangana, il messicano Alemán e lo statunitense Eladio Carrión.
Nel 2020 pubblica l'EP 24 ed inizia il sodalizio con il trapper italiano Gallagher, con cui collabora nello stesso periodo anche al singolo di lui Luna.

### 2023-presente: la serieAmeri
Nel giugno 2023 viene distribuito il terzo disco del rapper, Antes de Ameri, pubblicizzato come un concept album. Sia il titolo dell'album che quello delle sue due tracce conclusive (Último tren a Ameri e Buscando Ameri) hanno fatto intuire che il suo successore, appunto Ameri, fosse di imminente pubblicazione. Ameri è stato infine messo in commercio il 31 ottobre 2024 e ha visto un coinvolgimento di musicisti e produttori di fama internazionale, come Mike Dean, Ronny J e il frequente collaboratore Bizarrap, oltre al rapper statunitense Wiz Khalifa.
Entrambi i dischi sono stati supportati dai rispettivi tour musicali, comprensivi di date nelle arene, negli stadi, nei club e nei festival di Americhe ed Europa: rispettivamente l'A.D.A Tour si è tenuto nel 2024 ed è stato anticipato da un doppio concerto presso lo Stadio Monumental Antonio Vespucio Liberti di Buenos Aires, mentre l'Ameri World Tour si svolgerà nel corso del 2025.

## Stile musicale ed influenze
Duki racconta in un'intervista che il suo interesse per le battaglie freestyle è sorto nel 2010, quando ha visto una battaglia tra lo spagnolo Arkano e Skone. La battaglia si è svolta nel 2009. Il suo interesse per il rap in generale risale a quando aveva 7 anni, che hanno mostrato interesse per l'hip-hop e il rap americano lontano dalla musica che i suoi genitori hanno ascoltato che era salsa, discoteca, Luis Miguel o Alejandro Sanz. Cita artisti come A$AP Mob, Travis Scott, Migos o Lil Pump, così come artisti di altri generi come Daft Punk e The Weeknd nelle sue influenze sulla trap. Nel suo album Super Sangre Joven si possono incontrare sprazzi di generi latini come salsa, tango, reggaeton o persino rock.
Oltre ad essere considerato un pioniere e il più grande esponente di trap nella scena musicale argentina, Duki ha inventato lo slang trap in Argentina che è diventato popolare tra gli adolescenti. Fra le sue creazioni più celebri troviamo "Skere" (una versione castellata di "Esskeetit" (Let's get it) di Lil Pump) o #ModoDiablo.
Vari artisti dell'attuale scena urbana argentina lo ammirano come Juan Ingaramo, La Queen, Nicki Nicole, Dante Spinetta, Paulo Londra e Bad Bunny.

## Vita privata
Dal 2018 al 2019 ha frequentato la modella argentina Iara Miranda, a cui ha dedicato il brano Sol y Luna. È stato sentimentalmente legato all'attrice Brenda Asnicar dal 2020 al 2021. Sempre nel 2021, ha reso pubblica la propria relazione con la collega Emilia Mernes.

## Controversie
Il 29 maggio 2018, alla 20ª edizione dei Gardel Awards, è stato invitato ad esibirsi malgrado non fosse stato nominato in alcuna categoria, suonando il brano Rockstar con un'orchestra. Durante quella stessa cerimonia, quando l'artista Charly García salì sul palco per ritirare il suo premio, egli affermò che "l'autotune dovrebbe essere vietato", con chiaro riferimento a Duki, dato il suo utilizzo di tale strumento durante la sua esibizione di poco prima. Il 28 agosto 2019, Duki ha minacciato di colpire lo youtuber uruguaiano Yao Cabrera e il cantante Javi Ayul tramite alcune storie pubblicate sul suo account Instagram, in risposta a un video di questi ultimi caricato su YouTube dove attaccano il rapper. Dopo il fatto, Duki ha pubblicato una serie di storie sul suo Instagram in cui si poteva intravedere la casa di Ayul per combattere, dopo che quest'ultimo aveva pubblicato una storia recante il suo indirizzo.

## Discografia

### Album in studio
- 2019 – Súper sangre joven
- 2021 – Desde el fin del mundo
- 2023 – Antes de Ameri
- 2024 – Ameri
- 2025 – 5202

### Album dal vivo
- 2021 – Vivo desde el fin del mundo

### EP
- 2020 – 24
- 2021 – Temporada de reggaetón
- 2022 – Temporada de reggaetón 2

### Singoli
- 2017 – Ready for the Night
- 2017 – Mil colores
- 2017 – Y si te vas
- 2017 – F4k3s
- 2017 – Resaca
- 2017 – Loca
- 2017 – Lunes no va bien
- 2018 – Si te sentis sola
- 2018 – Hello cotto
- 2018 – She Don't Give a FO
- 2018 – Quavo #ModoDiablo
- 2018 – Hijo de la noche
- 2018 – Fvck luv
- 2018 – Alas
- 2018 – Ferrari
- 2018 – No me llores
- 2018 – Vampiros
- 2018 – Sin culpa
- 2019 – LeBron
- 2019 – Ballin'
- 2019 – Makina de armado
- 2019 – Sigo fresh
- 2019 – Verano hater
- 2019 – I.D.K.
- 2019 – Rally
- 2019 – Vapormax
- 2019 – Hitboy
- 2019 – Entre cuatro paredes
- 2019 – Bebo champagne y lo tiro remix
- 2019 – Trapperz a mafia da Sicilia
- 2019 – Sol y luna
- 2019 – Goteo
- 2019 – A punta de espada
- 2019 – Cereza
- 2019 – 5 Stars
- 2019 – Sake
- 2020 – Perrea
- 2020 – H.I.E.L.O.
- 2020 – Como si na
- 2020 – Nota espacial
- 2020 – Fornai
- 2020 – Café
- 2020 – Miami (con Ronny J e Sfera Ebbasta)
- 2020 – Acapella
- 2020 – Salgo pa la calle
- 2020 – Eo eo
- 2020 – Por mi nombre
- 2020 – Sold Out Dates
- 2020 – Gelato
- 2020 – Muero de fiesta este finde
- 2021 – Chico estrella
- 2022 – Marisola (Remix) (con Cris MJ, Nicki Nicole e Standly)
- 2022 – 3 estrellas en el conjunto (con Bizarrap)
- 2023 – Santo Grial (con Dano e Mir Nicolas)
- 2023 – Si me sobrara el tiempo
- 2023 – Harakiri (solo, feat. C.R.O o con Zecca)
- 2023 – Apollo 13
- 2023 – Remember Me (con Khea e Bizarrap)
- 2023 – Troya
- 2024 – No son klle (con Santa Fe Klan e Peso Pluma)
- 2024 – Barro
- 2024 – Constelación (con Lia Kali)

### Collaborazioni
- 2020 – Luna (Gallagher feat. Duki)
- 2024 – Exit (Sick Luke feat. Lazza & Duki)

## Tournée
- 2017 – LSD Tour
- 2022 – Ya supiste tour
- 2024 – A.D.A Tour
- 2025 – Ameri World Tour